# 드라마 프리미어 10
드라마 프리미어 10(일본어: ドラマプレミア10)은 2020년 10월 26일부터 분기별로 매주 월요일 저녁 10시 정각부터 10시 55분까지 방영하고 있는 연속 드라마 프레임이다.

## 개요
월요일 오후 10시의 드라마는 예전에는 2010년 10월 18일부터 2011년 9월 19일까지 무명 드라마였고, 2018년 4월 16일부터 2020년 6월 8일까지 '드라마 비즈' 줄거리로 각각 이름으로 방송됐다. 같은 해 7월부터 9월까지 주간 버라이어티 쇼가 방영되었지만 10월 26일부터 새로운 드라마가 펼쳐졌다.
프레임 이름이 없는 드라마와 같이 제작위원회 방식을 채택하고 있다.
2021년 4월 실시되는 개편으로 말미암아 지금까지 23시 대에 편성되어 방영되고 있었던 "월드 비즈니스 새틀라이트"가 23시 대에서 22시 대로 편성 시간대의 프레임 이동 예정이다. 대신 드라마 틀은 <드라마 프리미어 23>(매주 월요일 23:06 - 23:55)으로 변경되는 동시에 드라마 작품이 편성되는 시간대가 1시간 늦은 23시 대로 변경되어, 4월 5일부터 <커피 어떠세요>가 23시 대에 방송될 예정이다.

## 편성 작품
| 작품명         | 방송기간    | 출연진                                                            | 원작            | 비고   |
| 2020년         | 2020년      | 2020년                                                            | 2020년          | 2020년 |
| -------------- | ----------- | ----------------------------------------------------------------- | --------------- | ------ |
| 《공연 NG》    | 10월 - 12월 | 나카이 키이치, 스즈키 쿄카, 사이토 타쿠미, 사토미 코타로 외       | 아키모토 야스시 |        |
| 2021년         |             |                                                                   |                 |        |
| 《어노니머스》 | 1월 - 3월   | 카토리 싱고, 야마모토 코지, 카츠무라 카츠노부, 타카하시 카츠미 외 | 오리지널        |        |

## 같이 보기
- 드라마 Biz
- TV 도쿄 월요일 밤 10시 드라마

## 참고 사항
1. ↑  “共演NG:テレ東新ドラマ枠第1弾 秋元康×中井貴一の“強烈布陣”に「テレ東に奇跡が起こった」”. 《まんたんウェブ》. 2020년 9월 18일. 2020년 10월 19일에 확인함.
2. ↑  “中井貴一 ドラマ「共演NG」で主演「テレビ東京以外ではできない」、自身の共演NGは…”. 《Sponichi Annex》. スポーツニッポン新聞社. 2020년 9월 18일. 2020년 10월 19일에 확인함.
3. ↑  “59歳誕生日の中井貴一、テレ東改編会見に登場で「他の局ではやらないめちゃくちゃな作品。楽しんでもらえたら」”. 《スポーツ報知》. 報知新聞社. 2020년 9월 18일. 2020년 10월 19일에 확인함.
4. ↑  “テレ東系「ワールドビジネスサテライト」がテレ朝系「報道ステーション」と激突 4月改編で午後10時スタートに”. 《スポーツ報知》. 報知新聞社. 2021년 1월 18일. 2021년 1월 18일에 확인함.
5. ↑  “テレ東・大江麻理子VSテレ朝・徳永有美　22時熟女キャスター戦争勃発!「WBS」23時から移動”. 《Sponichi Annex》. スポーツニッポン新聞社. 2021년 1월 18일. 2021년 1월 18일에 확인함.
6. ↑  “テレ東WBS1時間繰り上げで23時台は「じっくりと落ち着いて楽しめる番組に」月曜は中村倫也ドラマ”. 《中日スポーツ・東京中日スポーツ》. 2021년 2월 25일. 2021년 2월 25일에 확인함.
7. ↑  “中村倫也主演ドラマ「珈琲いかがでしょう」メインビジュアル解禁！磯村勇斗メインのオリジナルストーリーも配信決定！”. 《Screen Online》. ©株式会社近代映画社. 2021년 3월 6일. 2021년 3월 6일에 확인함.[깨진 링크(과거 내용 찾기)]